# Tour des Flandres 2020
Le Tour des Flandres 2020 est la 104e édition de cette course cycliste masculine sur route. Il a lieu le 18 octobre 2020, après avoir été reporté en raison de la pandémie de Covid-19.
La course fait partie du calendrier UCI World Tour 2020 en catégorie 1.UWT.

## Présentation

### Parcours
Le Tour des Flandres se déroule dans la Région flamande, en Belgique.

### Équipes
| WorldTeams (19)- AG2R La Mondiale - Astana - Bahrain McLaren - Bora-Hansgrohe - CCC Team - Cofidis - Deceuninck-Quick Step - EF Pro Cycling - Groupama-FDJ - Israel Start-Up Nation - Lotto Soudal - Mitchelton-Scott - Movistar Team - NTT Pro Cycling - Ineos Grenadiers - Jumbo-Visma - Team Sunweb - Trek-Segafredo - UAE Team Emirates ProTeams (6)- Alpecin-Fenix - Bingoal-Wallonie Bruxelles - B&B Hotels-Vital Concept p/b KTM - Circus-Wanty Gobert - Total Direct Énergie - Sport Vlaanderen-Baloise |
| |

## Déroulement de la course
Après une vingtaine de kilomètres, un groupe de six hommes se forme en tête de la course et comptera jusqu'à 7 minutes et 40 secondes d'avance sur le peloton à 140 kilomètres de l'arrivée. Ce groupe se compose des coureurs belges  Gijs Van Hoecke (CCC), Dimitri Peyskens (Bingoal - Wallonie Bruxelles) et Fabio Van Den Bossche (Sport Vlaanderen - Baloise), de l'Autrichien Gregor Mühlberger (Bora Hansgrohe), de l'Italien Samuele Battistella (NTT Pro Cycling) et du Néerlandais Danny van Poppel (Circus-Wanty Gobert). Wout van Aert et Tim Wellens chutent sans gravité à 113 kilomètres de la ligne avant de réintégrer le peloton. Le Norvégien Edvald Boasson Hagen (NTT) s'extrait du peloton et voit son avance augmenter en partie grâce à un passage à niveau s'abaissant juste derrière lui. Dans le groupe de tête, Peyskens chute aussi (à 58 kilomètres de l'arrivée) et doit laisser partir ses compagnons d'échappée qui sont finalement repris à 50 kilomètres du but. 
Dans le Koppenberg, le champion du monde français Julian Alaphilippe place une première accélération puis, à 39 kilomètres de l'arrivée, il repart de plus belle. Il est suivi dans un premier temps par le champion des Pays-Bas Mathieu van der Poel puis par le Belge Wout van Aert qui revient seul sur le duo à la faveur d'un secteur pavé. Le trio ainsi formé se compose des trois principaux favoris à la victoire finale. Trois kilomètres plus loin, Julian Alaphilippe heurte une moto de la course qui roulait à allure réduite et se retrouve au sol, victime d'une double fracture des métacarpes. Le duo belgo-néerlandais poursuit la course en se relayant jusqu'au dernier kilomètre avant de temporiser en vue du sprint final. Aux deux cents mètres, Mathieu van der Poel, en tête, réagit rapidement à l'attaque de Wout van Aert et parvient à garder une quinzaine de centimètres d'avance lors du franchissement de la ligne d'arrivée. Le Norvégien Alexander Kristoff règle le sprint des poursuivants revenus à huit petites secondes du duo gagnant.

## Classements

### Classement de la course
| \| Classement général \| Classement général \| Classement général \| Classement général \| Classement général \| \| Coureur \| Coureur \| Pays \| Équipe \| Temps \| \| ------------------ \| -------------------- \| ------------------ \| ---------------------- \| ------------------ \| \| 1er \| Mathieu van der Poel \| Pays-Bas \| Alpecin-Fenix \| 5 h 43 min 22 s \| \| 2e \| Wout van Aert \| Belgique \| Jumbo-Visma \| + 0 s \| \| 3e \| Alexander Kristoff \| Norvège \| UAE Team Emirates \| + 8 s \| \| 4e \| Anthony Turgis \| France \| Total Direct Énergie \| + 8 s \| \| 5e \| Yves Lampaert \| Belgique \| Deceuninck-Quick Step \| + 8 s \| \| 6e \| Dimitri Claeys \| Belgique \| Cofidis \| + 8 s \| \| 7e \| Oliver Naesen \| Belgique \| AG2R La Mondiale \| + 8 s \| \| 8e \| Dylan van Baarle \| Pays-Bas \| Ineos Grenadiers \| + 8 s \| \| 9e \| John Degenkolb \| Allemagne \| Lotto-Soudal \| + 8 s \| \| 10e \| Tiesj Benoot \| Belgique \| Team Sunweb \| + 8 s \| \| 11e \| Dylan Teuns \| Belgique \| Bahrain McLaren \| + 8 s \| \| 12e \| Florian Sénéchal \| France \| Deceuninck-Quick Step \| + 8 s \| \| 13e \| Kasper Asgreen \| Danemark \| Deceuninck-Quick Step \| + 8 s \| \| 14e \| Valentin Madouas \| France \| Groupama-FDJ \| + 8 s \| \| 15e \| Xandro Meurisse \| Belgique \| Circus-Wanty Gobert \| + 8 s \| \| 16e \| Alberto Bettiol \| Italie \| EF Pro Cycling \| + 8 s \| \| 17e \| Sep Vanmarcke \| Belgique \| EF Pro Cycling \| + 16 s \| \| 18e \| Jasper De Buyst \| Belgique \| Lotto-Soudal \| + 2 min 41 s \| \| 19e \| Nils Politt \| Allemagne \| Israel Start-Up Nation \| + 2 min 41 s \| \| 20e \| Sven Erik Bystrøm \| Norvège \| UAE Team Emirates \| + 2 min 41 s \| |                      |           |                        |                 |
| |                      |           |                        |                 |
| Source : ProCyclingStats |                      |           |                        |                 |
| Classement général |                      |           |                        |                 |
| Coureur | Coureur              | Pays      | Équipe                 | Temps           |
| 1er | Mathieu van der Poel | Pays-Bas  | Alpecin-Fenix          | 5 h 43 min 22 s |
| 2e | Wout van Aert        | Belgique  | Jumbo-Visma            | + 0 s           |
| 3e | Alexander Kristoff   | Norvège   | UAE Team Emirates      | + 8 s           |
| 4e | Anthony Turgis       | France    | Total Direct Énergie   | + 8 s           |
| 5e | Yves Lampaert        | Belgique  | Deceuninck-Quick Step  | + 8 s           |
| 6e | Dimitri Claeys       | Belgique  | Cofidis                | + 8 s           |
| 7e | Oliver Naesen        | Belgique  | AG2R La Mondiale       | + 8 s           |
| 8e | Dylan van Baarle     | Pays-Bas  | Ineos Grenadiers       | + 8 s           |
| 9e | John Degenkolb       | Allemagne | Lotto-Soudal           | + 8 s           |
| 10e | Tiesj Benoot         | Belgique  | Team Sunweb            | + 8 s           |
| 11e | Dylan Teuns          | Belgique  | Bahrain McLaren        | + 8 s           |
| 12e | Florian Sénéchal     | France    | Deceuninck-Quick Step  | + 8 s           |
| 13e | Kasper Asgreen       | Danemark  | Deceuninck-Quick Step  | + 8 s           |
| 14e | Valentin Madouas     | France    | Groupama-FDJ           | + 8 s           |
| 15e | Xandro Meurisse      | Belgique  | Circus-Wanty Gobert    | + 8 s           |
| 16e | Alberto Bettiol      | Italie    | EF Pro Cycling         | + 8 s           |
| 17e | Sep Vanmarcke        | Belgique  | EF Pro Cycling         | + 16 s          |
| 18e | Jasper De Buyst      | Belgique  | Lotto-Soudal           | + 2 min 41 s    |
| 19e | Nils Politt          | Allemagne | Israel Start-Up Nation | + 2 min 41 s    |
| 20e | Sven Erik Bystrøm    | Norvège   | UAE Team Emirates      | + 2 min 41 s    |

### Classements UCI
La course attribue des points au Classement mondial UCI 2020 selon le barème suivant :
| Position           | 1er | 2e  | 3e  | 4e  | 5e  | 6e  | 7e  | 8e  | 9e  | 10e | 11e | 12e | 13e | 14e | 15e | 16e à 20e | 21e à 30e | 31e à 50e | 51e à 55e | 56e à 60e |
| Classement général | 500 | 400 | 325 | 275 | 225 | 175 | 150 | 125 | 100 | 85  | 70  | 60  | 50  | 40  | 35  | 30        | 20        | 10        | 5         | 3         |

## Liste des participants
| Légende | Légende                                                                    | Légende | Légende                                                    |
| ------- | -------------------------------------------------------------------------- | ------- | ---------------------------------------------------------- |
| Num     | Dossard de départ porté par le coureur sur ce Tour des Flandres            | Pos     | Position à l'arrivée de la course                          |
|         | Indique un maillot de champion national ou mondial, suivi de sa spécialité | NP      | Indique un coureur qui n'a pas pris le départ de la course |
| AB      | Indique un coureur qui n'a pas terminé la course                           | HD      | Indique un coureur qui a terminé la course hors des délais |

| EF Pro Cycling EF1 | EF Pro Cycling EF1        | EF Pro Cycling EF1 |
| ------------------ | ------------------------- | ------------------ |
| Num                | Coureur                   | Pos                |
| 1                  | Alberto Bettiol (ITA)     | 16e                |
| 2                  | Sep Vanmarcke (BEL)       | 17e                |
| 3                  | Stefan Bissegger (SUI)    | AB                 |
| 4                  | Jens Keukeleire (BEL)     | 27e                |
| 5                  | Sebastian Langeveld (NED) | 60e                |
| 6                  | Jonas Rutsch (GER)        | 91e                |
| 7                  | Thomas Scully (NZL)       | AB                 |

| Deceuninck-Quick Step DQT | Deceuninck-Quick Step DQT        | Deceuninck-Quick Step DQT |
| ------------------------- | -------------------------------- | ------------------------- |
| Num                       | Coureur                          | Pos                       |
| 11                        | Julian Alaphilippe (FRA) (route) | AB                        |
| 12                        | Kasper Asgreen (DEN) (route)     | 13e                       |
| 13                        | Tim Declercq (BEL)               | 38e                       |
| 14                        | Dries Devenyns (BEL)             | 57e                       |
| 15                        | Yves Lampaert (BEL)              | 5e                        |
| 16                        | Florian Sénéchal (FRA)           | 12e                       |
| 17                        | Zdeněk Štybar (CZE)              | 73e                       |

| Lotto-Soudal LTS | Lotto-Soudal LTS         | Lotto-Soudal LTS |
| ---------------- | ------------------------ | ---------------- |
| Num              | Coureur                  | Pos              |
| 21               | Tim Wellens (BEL)        | AB               |
| 22               | Jasper De Buyst (BEL)    | 18e              |
| 23               | John Degenkolb (GER)     | 9e               |
| 24               | Roger Kluge (GER)        | 36e              |
| 25               | Stan Dewulf (BEL)        | AB               |
| 26               | Frederik Frison (BEL)    | 41e              |
| 27               | Florian Vermeersch (BEL) | AB               |

| AG2R La Mondiale ALM | AG2R La Mondiale ALM    | AG2R La Mondiale ALM |
| -------------------- | ----------------------- | -------------------- |
| Num                  | Coureur                 | Pos                  |
| 31                   | Oliver Naesen (BEL)     | 7e                   |
| 32                   | Silvan Dillier (SUI)    | AB                   |
| 33                   | Julien Duval (FRA)      | AB                   |
| 34                   | Alexis Gougeard (FRA)   | AB                   |
| 35                   | Lawrence Naesen (BEL)   | 35e                  |
| 36                   | Stijn Vandenbergh (BEL) | 46e                  |
| 37                   | Romain Bardet (FRA)     | 25e                  |

| Jumbo-Visma TJV | Jumbo-Visma TJV             | Jumbo-Visma TJV |
| --------------- | --------------------------- | --------------- |
| Num             | Coureur                     | Pos             |
| 41              | Wout van Aert (BEL)         | 2e              |
| 42              | Pascal Eenkhoorn (NED)      | 104e            |
| 43              | Amund Grøndahl Jansen (NOR) | AB              |
| 44              | Taco van der Hoorn (NED)    | AB              |
| 45              | Timo Roosen (NED)           | 106e            |
| 46              | Bert-Jan Lindeman (NED)     | AB              |
| 47              | Maarten Wynants (BEL)       | AB              |

| Alpecin-Fenix AFC | Alpecin-Fenix AFC                  | Alpecin-Fenix AFC |
| ----------------- | ---------------------------------- | ----------------- |
| Num               | Coureur                            | Pos               |
| 51                | Mathieu van der Poel (NED) (route) | 1er               |
| 52                | Dries De Bondt (BEL) (route)       | AB                |
| 53                | Jonas Rickaert (BEL)               | 53e               |
| 54                | Alexander Krieger (GER)            | AB                |
| 55                | Petr Vakoč (CZE)                   | 70e               |
| 56                | Otto Vergaerde (BEL)               | 34e               |
| 57                | Gianni Vermeersch (BEL)            | AB                |

| Bora-Hansgrohe BOH | Bora-Hansgrohe BOH          | Bora-Hansgrohe BOH |
| ------------------ | --------------------------- | ------------------ |
| Num                | Coureur                     | Pos                |
| 61                 | Marcus Burghardt (GER)      | 43e                |
| 62                 | Jempy Drucker (LUX)         | 37e                |
| 63                 | Oscar Gatto (ITA)           | AB                 |
| 64                 | Gregor Mühlberger (AUT)     | 100e               |
| 65                 | Daniel Oss (ITA)            | 61e                |
| 66                 | Lukas Pöstlberger (AUT)     | 97e                |
| 67                 | Maximilian Schachmann (GER) | 98e                |

| CCC Team CCC | CCC Team CCC                   | CCC Team CCC |
| ------------ | ------------------------------ | ------------ |
| Num          | Coureur                        | Pos          |
| 71           | Matteo Trentin (ITA)           | 62e          |
| 72           | Jonas Koch (GER)               | 109e         |
| 73           | Michael Schär (SUI)            | 84e          |
| 74           | Gijs Van Hoecke (BEL)          | 42e          |
| 75           | Nathan Van Hooydonck (BEL)     | 49e          |
| 76           | Guillaume Van Keirsbulck (BEL) | 79e          |
| 77           | Francisco Ventoso (ESP)        | AB           |

| Trek-Segafredo TFS | Trek-Segafredo TFS   | Trek-Segafredo TFS |
| ------------------ | -------------------- | ------------------ |
| Num                | Coureur              | Pos                |
| 81                 | Mads Pedersen (DEN)  | 59e                |
| 82                 | Alex Kirsch (LUX)    | 96e                |
| 83                 | Ryan Mullen (IRL)    | AB                 |
| 84                 | Kiel Reijnen (USA)   | AB                 |
| 85                 | Toms Skujiņš (LAT)   | 81e                |
| 86                 | Jasper Stuyven (BEL) | 26e                |
| 87                 | Edward Theuns (BEL)  | 74e                |

| Groupama-FDJ GFC | Groupama-FDJ GFC       | Groupama-FDJ GFC |
| ---------------- | ---------------------- | ---------------- |
| Num              | Coureur                | Pos              |
| 91               | Stefan Küng (SUI)      | 102e             |
| 92               | Mickaël Delage (FRA)   | AB               |
| 93               | Kevin Geniets (LUX)    | 64e              |
| 94               | Fabian Lienhard (SUI)  | 95e              |
| 95               | Rudy Molard (FRA)      | 40e              |
| 96               | Valentin Madouas (FRA) | 14e              |
| 97               | Jake Stewart (GBR)     | AB               |

| Israel Start-Up Nation ISN | Israel Start-Up Nation ISN | Israel Start-Up Nation ISN |
| -------------------------- | -------------------------- | -------------------------- |
| Num                        | Coureur                    | Pos                        |
| 101                        | Nils Politt (GER)          | 19e                        |
| 102                        | Norman Vahtra (EST)        | AB                         |
| 103                        | Guillaume Boivin (CAN)     | AB                         |
| 104                        | Itamar Einhorn (ISR)       | AB                         |
| 105                        | Hugo Hofstetter (FRA)      | AB                         |
| 106                        | Travis McCabe (USA)        | AB                         |
| 107                        | Tom Van Asbroeck (BEL)     | 32e                        |

| Bahrain McLaren TBM | Bahrain McLaren TBM   | Bahrain McLaren TBM |
| ------------------- | --------------------- | ------------------- |
| Num                 | Coureur               | Pos                 |
| 111                 | Mark Cavendish (GBR)  | AB                  |
| 112                 | Sonny Colbrelli (ITA) | 47e                 |
| 113                 | Luka Pibernik (SLO)   | AB                  |
| 114                 | Feng Chun-kai (TPE)   | AB                  |
| 115                 | Marco Haller (AUT)    | 55e                 |
| 116                 | Fred Wright (GBR)     | AB                  |
| 117                 | Dylan Teuns (BEL)     | 11e                 |

| Mitchelton-Scott MTS | Mitchelton-Scott MTS          | Mitchelton-Scott MTS |
| -------------------- | ----------------------------- | -------------------- |
| Num                  | Coureur                       | Pos                  |
| 121                  | Jack Bauer (NZL)              | 69e                  |
| 122                  | Luke Durbridge (AUS)          | 48e                  |
| 123                  | Alexander Edmondson (AUS)     | 105e                 |
| 124                  | Christopher Juul Jensen (DEN) | AB                   |
| 125                  | Alexander Konychev (ITA)      | 76e                  |
| 126                  | Luka Mezgec (SLO)             | 23e                  |
| 127                  | Kaden Groves (AUS)            | AB                   |

| Movistar Team MOV | Movistar Team MOV     | Movistar Team MOV |
| ----------------- | --------------------- | ----------------- |
| Num               | Coureur               | Pos               |
| 131               | Iñigo Elosegui (ESP)  | AB                |
| 132               | Juan Diego Alba (COL) | AB                |
| 134               | Johan Jacobs (SUI)    | AB                |
| 135               | Lluís Mas (ESP)       | AB                |
| 136               | Sebastián Mora (ESP)  | 68e               |
| 137               | Eduard Prades (ESP)   |                   |

| NTT Pro Cycling NTT | NTT Pro Cycling NTT               | NTT Pro Cycling NTT |
| ------------------- | --------------------------------- | ------------------- |
| Num                 | Coureur                           | Pos                 |
| 141                 | Edvald Boasson Hagen (NOR)        | 52e                 |
| 142                 | Samuele Battistella (ITA)         | AB                  |
| 143                 | Max Walscheid (GER)               | 30e                 |
| 144                 | Michael Gogl (AUT)                | 28e                 |
| 145                 | Michael Valgren (DEN)             | 21e                 |
| 146                 | Reinardt Janse van Rensburg (RSA) | 72e                 |
| 147                 | Rasmus Tiller (NOR)               | 86e                 |

| Ineos Grenadiers IGD | Ineos Grenadiers IGD      | Ineos Grenadiers IGD |
| -------------------- | ------------------------- | -------------------- |
| Num                  | Coureur                   | Pos                  |
| 151                  | Michał Kwiatkowski (POL)  | 54e                  |
| 152                  | Leonardo Basso (ITA)      | AB                   |
| 153                  | Owain Doull (GBR)         | 101e                 |
| 154                  | Christian Knees (GER)     | 103e                 |
| 155                  | Christopher Lawless (GBR) | 99e                  |
| 156                  | Luke Rowe (GBR)           | 50e                  |
| 157                  | Dylan van Baarle (NED)    | 8e                   |

| Team Sunweb SUN | Team Sunweb SUN            | Team Sunweb SUN |
| --------------- | -------------------------- | --------------- |
| Num             | Coureur                    | Pos             |
| 161             | Tiesj Benoot (BEL)         | 10e             |
| 162             | Cees Bol (NED)             | AB              |
| 163             | Nikias Arndt (GER)         | 39e             |
| 164             | Nils Eekhoff (NED)         | 58e             |
| 165             | Søren Kragh Andersen (DEN) | AB              |
| 166             | Alberto Dainese (ITA)      | AB              |
| 167             | Joris Nieuwenhuis (NED)    | 33e             |

| Astana AST | Astana AST              | Astana AST |
| ---------- | ----------------------- | ---------- |
| Num        | Coureur                 | Pos        |
| 171        | Daniil Fominykh (KAZ)   | AB         |
| 172        | Laurens De Vreese (BEL) | 77e        |
| 173        | Yevgeniy Gidich (KAZ)   | 89e        |
| 175        | Hugo Houle (CAN)        | 44e        |
| 176        | Davide Martinelli (ITA) | 87e        |
| 177        | Artyom Zakharov (KAZ)   | AB         |

| UAE Team Emirates UAD | UAE Team Emirates UAD      | UAE Team Emirates UAD |
| --------------------- | -------------------------- | --------------------- |
| Num                   | Coureur                    | Pos                   |
| 181                   | Alexander Kristoff (NOR)   | 3e                    |
| 182                   | Tom Bohli (SUI)            | 80e                   |
| 183                   | Sven Erik Bystrøm (NOR)    | 20e                   |
| 184                   | Vegard Stake Laengen (NOR) | AB                    |
| 185                   | Marco Marcato (ITA)        | 51e                   |
| 187                   | Rui Oliveira (POR)         |                       |

| Cofidis COF | Cofidis COF              | Cofidis COF |
| ----------- | ------------------------ | ----------- |
| Num         | Coureur                  | Pos         |
| 191         | Piet Allegaert (BEL)     | 31e         |
| 192         | Dimitri Claeys (BEL)     | 6e          |
| 193         | Damien Touzé (FRA)       | 63e         |
| 194         | Christophe Laporte (FRA) | 82e         |
| 195         | Cyril Lemoine (FRA)      | 56e         |
| 196         | Attilio Viviani (ITA)    | AB          |
| 197         | Julien Vermote (BEL)     | AB          |

| Bingoal-Wallonie Bruxelles WVA | Bingoal-Wallonie Bruxelles WVA | Bingoal-Wallonie Bruxelles WVA |
| ------------------------------ | ------------------------------ | ------------------------------ |
| Num                            | Coureur                        | Pos                            |
| 201                            | Kenny Molly (BEL)              | NP                             |
| 202                            | Arjen Livyns (BEL)             | 29e                            |
| 203                            | Dimitri Peyskens (BEL)         | AB                             |
| 204                            | Luc Wirtgen (LUX)              | 88e                            |
| 205                            | Joël Suter (SUI)               | 110e                           |
| 206                            | Lionel Taminiaux (BEL)         | 92e                            |
| 207                            | Tom Wirtgen (LUX)              | 90e                            |

| Circus-Wanty Gobert CWG | Circus-Wanty Gobert CWG    | Circus-Wanty Gobert CWG |
| ----------------------- | -------------------------- | ----------------------- |
| Num                     | Coureur                    | Pos                     |
| 211                     | Pieter Vanspeybrouck (BEL) | AB                      |
| 212                     | Boy van Poppel (NED)       | 107e                    |
| 213                     | Ludwig De Winter (BEL)     | AB                      |
| 214                     | Maurits Lammertink (NED)   | AB                      |
| 215                     | Xandro Meurisse (BEL)      | 15e                     |
| 216                     | Danny van Poppel (NED)     | 108e                    |
| 217                     | Andrea Pasqualon (ITA)     | 24e                     |

| Sport Vlaanderen-Baloise SVB | Sport Vlaanderen-Baloise SVB | Sport Vlaanderen-Baloise SVB |
| ---------------------------- | ---------------------------- | ---------------------------- |
| Num                          | Coureur                      | Pos                          |
| 221                          | Cédric Beullens (BEL)        | 75e                          |
| 222                          | Amaury Capiot (BEL)          | 22e                          |
| 223                          | Gilles De Wilde (BEL)        | AB                           |
| 224                          | Thomas Sprengers (BEL)       | 85e                          |
| 225                          | Fabio Van den Bossche (BEL)  | 67e                          |
| 226                          | Thimo Willems (BEL)          | AB                           |
| 227                          | Milan Menten (BEL)           | 78e                          |

| B&B Hotels-Vital Concept p/b KTM BVC | B&B Hotels-Vital Concept p/b KTM BVC | B&B Hotels-Vital Concept p/b KTM BVC |
| ------------------------------------ | ------------------------------------ | ------------------------------------ |
| Num                                  | Coureur                              | Pos                                  |
| 231                                  | Frederik Backaert (BEL)              | AB                                   |
| 232                                  | Cyril Barthe (FRA)                   | 66e                                  |
| 233                                  | Bryan Coquard (FRA)                  | AB                                   |
| 234                                  | Bert De Backer (BEL)                 | AB                                   |
| 235                                  | Jens Debusschere (BEL)               | AB                                   |
| 236                                  | Jérémy Lecroq (FRA)                  | 71e                                  |
| 237                                  | Luca Mozzato (ITA)                   | AB                                   |

| Total Direct Énergie TDE | Total Direct Énergie TDE | Total Direct Énergie TDE |
| ------------------------ | ------------------------ | ------------------------ |
| Num                      | Coureur                  | Pos                      |
| 241                      | Niki Terpstra (NED)      | 111e                     |
| 242                      | Geoffrey Soupe (FRA)     | 94e                      |
| 243                      | Florian Maitre (FRA)     | 83e                      |
| 244                      | Adrien Petit (FRA)       | AB                       |
| 245                      | Anthony Turgis (FRA)     | 4e                       |
| 246                      | Dries Van Gestel (BEL)   | 45e                      |
| 247                      | Romain Cardis (FRA)      | AB                       |

| EF Pro Cycling EF1 | EF Pro Cycling EF1        | EF Pro Cycling EF1 |
| ------------------ | ------------------------- | ------------------ |
| Num                | Coureur                   | Pos                |
| 1                  | Alberto Bettiol (ITA)     | 16e                |
| 2                  | Sep Vanmarcke (BEL)       | 17e                |
| 3                  | Stefan Bissegger (SUI)    | AB                 |
| 4                  | Jens Keukeleire (BEL)     | 27e                |
| 5                  | Sebastian Langeveld (NED) | 60e                |
| 6                  | Jonas Rutsch (GER)        | 91e                |
| 7                  | Thomas Scully (NZL)       | AB                 |

| Deceuninck-Quick Step DQT | Deceuninck-Quick Step DQT        | Deceuninck-Quick Step DQT |
| ------------------------- | -------------------------------- | ------------------------- |
| Num                       | Coureur                          | Pos                       |
| 11                        | Julian Alaphilippe (FRA) (route) | AB                        |
| 12                        | Kasper Asgreen (DEN) (route)     | 13e                       |
| 13                        | Tim Declercq (BEL)               | 38e                       |
| 14                        | Dries Devenyns (BEL)             | 57e                       |
| 15                        | Yves Lampaert (BEL)              | 5e                        |
| 16                        | Florian Sénéchal (FRA)           | 12e                       |
| 17                        | Zdeněk Štybar (CZE)              | 73e                       |

| Lotto-Soudal LTS | Lotto-Soudal LTS         | Lotto-Soudal LTS |
| ---------------- | ------------------------ | ---------------- |
| Num              | Coureur                  | Pos              |
| 21               | Tim Wellens (BEL)        | AB               |
| 22               | Jasper De Buyst (BEL)    | 18e              |
| 23               | John Degenkolb (GER)     | 9e               |
| 24               | Roger Kluge (GER)        | 36e              |
| 25               | Stan Dewulf (BEL)        | AB               |
| 26               | Frederik Frison (BEL)    | 41e              |
| 27               | Florian Vermeersch (BEL) | AB               |

| AG2R La Mondiale ALM | AG2R La Mondiale ALM    | AG2R La Mondiale ALM |
| -------------------- | ----------------------- | -------------------- |
| Num                  | Coureur                 | Pos                  |
| 31                   | Oliver Naesen (BEL)     | 7e                   |
| 32                   | Silvan Dillier (SUI)    | AB                   |
| 33                   | Julien Duval (FRA)      | AB                   |
| 34                   | Alexis Gougeard (FRA)   | AB                   |
| 35                   | Lawrence Naesen (BEL)   | 35e                  |
| 36                   | Stijn Vandenbergh (BEL) | 46e                  |
| 37                   | Romain Bardet (FRA)     | 25e                  |

| Jumbo-Visma TJV | Jumbo-Visma TJV             | Jumbo-Visma TJV |
| --------------- | --------------------------- | --------------- |
| Num             | Coureur                     | Pos             |
| 41              | Wout van Aert (BEL)         | 2e              |
| 42              | Pascal Eenkhoorn (NED)      | 104e            |
| 43              | Amund Grøndahl Jansen (NOR) | AB              |
| 44              | Taco van der Hoorn (NED)    | AB              |
| 45              | Timo Roosen (NED)           | 106e            |
| 46              | Bert-Jan Lindeman (NED)     | AB              |
| 47              | Maarten Wynants (BEL)       | AB              |

| Alpecin-Fenix AFC | Alpecin-Fenix AFC                  | Alpecin-Fenix AFC |
| ----------------- | ---------------------------------- | ----------------- |
| Num               | Coureur                            | Pos               |
| 51                | Mathieu van der Poel (NED) (route) | 1er               |
| 52                | Dries De Bondt (BEL) (route)       | AB                |
| 53                | Jonas Rickaert (BEL)               | 53e               |
| 54                | Alexander Krieger (GER)            | AB                |
| 55                | Petr Vakoč (CZE)                   | 70e               |
| 56                | Otto Vergaerde (BEL)               | 34e               |
| 57                | Gianni Vermeersch (BEL)            | AB                |

| Bora-Hansgrohe BOH | Bora-Hansgrohe BOH          | Bora-Hansgrohe BOH |
| ------------------ | --------------------------- | ------------------ |
| Num                | Coureur                     | Pos                |
| 61                 | Marcus Burghardt (GER)      | 43e                |
| 62                 | Jempy Drucker (LUX)         | 37e                |
| 63                 | Oscar Gatto (ITA)           | AB                 |
| 64                 | Gregor Mühlberger (AUT)     | 100e               |
| 65                 | Daniel Oss (ITA)            | 61e                |
| 66                 | Lukas Pöstlberger (AUT)     | 97e                |
| 67                 | Maximilian Schachmann (GER) | 98e                |

| CCC Team CCC | CCC Team CCC                   | CCC Team CCC |
| ------------ | ------------------------------ | ------------ |
| Num          | Coureur                        | Pos          |
| 71           | Matteo Trentin (ITA)           | 62e          |
| 72           | Jonas Koch (GER)               | 109e         |
| 73           | Michael Schär (SUI)            | 84e          |
| 74           | Gijs Van Hoecke (BEL)          | 42e          |
| 75           | Nathan Van Hooydonck (BEL)     | 49e          |
| 76           | Guillaume Van Keirsbulck (BEL) | 79e          |
| 77           | Francisco Ventoso (ESP)        | AB           |

| Trek-Segafredo TFS | Trek-Segafredo TFS   | Trek-Segafredo TFS |
| ------------------ | -------------------- | ------------------ |
| Num                | Coureur              | Pos                |
| 81                 | Mads Pedersen (DEN)  | 59e                |
| 82                 | Alex Kirsch (LUX)    | 96e                |
| 83                 | Ryan Mullen (IRL)    | AB                 |
| 84                 | Kiel Reijnen (USA)   | AB                 |
| 85                 | Toms Skujiņš (LAT)   | 81e                |
| 86                 | Jasper Stuyven (BEL) | 26e                |
| 87                 | Edward Theuns (BEL)  | 74e                |

| Groupama-FDJ GFC | Groupama-FDJ GFC       | Groupama-FDJ GFC |
| ---------------- | ---------------------- | ---------------- |
| Num              | Coureur                | Pos              |
| 91               | Stefan Küng (SUI)      | 102e             |
| 92               | Mickaël Delage (FRA)   | AB               |
| 93               | Kevin Geniets (LUX)    | 64e              |
| 94               | Fabian Lienhard (SUI)  | 95e              |
| 95               | Rudy Molard (FRA)      | 40e              |
| 96               | Valentin Madouas (FRA) | 14e              |
| 97               | Jake Stewart (GBR)     | AB               |

| Israel Start-Up Nation ISN | Israel Start-Up Nation ISN | Israel Start-Up Nation ISN |
| -------------------------- | -------------------------- | -------------------------- |
| Num                        | Coureur                    | Pos                        |
| 101                        | Nils Politt (GER)          | 19e                        |
| 102                        | Norman Vahtra (EST)        | AB                         |
| 103                        | Guillaume Boivin (CAN)     | AB                         |
| 104                        | Itamar Einhorn (ISR)       | AB                         |
| 105                        | Hugo Hofstetter (FRA)      | AB                         |
| 106                        | Travis McCabe (USA)        | AB                         |
| 107                        | Tom Van Asbroeck (BEL)     | 32e                        |

| Bahrain McLaren TBM | Bahrain McLaren TBM   | Bahrain McLaren TBM |
| ------------------- | --------------------- | ------------------- |
| Num                 | Coureur               | Pos                 |
| 111                 | Mark Cavendish (GBR)  | AB                  |
| 112                 | Sonny Colbrelli (ITA) | 47e                 |
| 113                 | Luka Pibernik (SLO)   | AB                  |
| 114                 | Feng Chun-kai (TPE)   | AB                  |
| 115                 | Marco Haller (AUT)    | 55e                 |
| 116                 | Fred Wright (GBR)     | AB                  |
| 117                 | Dylan Teuns (BEL)     | 11e                 |

| Mitchelton-Scott MTS | Mitchelton-Scott MTS          | Mitchelton-Scott MTS |
| -------------------- | ----------------------------- | -------------------- |
| Num                  | Coureur                       | Pos                  |
| 121                  | Jack Bauer (NZL)              | 69e                  |
| 122                  | Luke Durbridge (AUS)          | 48e                  |
| 123                  | Alexander Edmondson (AUS)     | 105e                 |
| 124                  | Christopher Juul Jensen (DEN) | AB                   |
| 125                  | Alexander Konychev (ITA)      | 76e                  |
| 126                  | Luka Mezgec (SLO)             | 23e                  |
| 127                  | Kaden Groves (AUS)            | AB                   |

| Movistar Team MOV | Movistar Team MOV     | Movistar Team MOV |
| ----------------- | --------------------- | ----------------- |
| Num               | Coureur               | Pos               |
| 131               | Iñigo Elosegui (ESP)  | AB                |
| 132               | Juan Diego Alba (COL) | AB                |
| 134               | Johan Jacobs (SUI)    | AB                |
| 135               | Lluís Mas (ESP)       | AB                |
| 136               | Sebastián Mora (ESP)  | 68e               |
| 137               | Eduard Prades (ESP)   |                   |

| NTT Pro Cycling NTT | NTT Pro Cycling NTT               | NTT Pro Cycling NTT |
| ------------------- | --------------------------------- | ------------------- |
| Num                 | Coureur                           | Pos                 |
| 141                 | Edvald Boasson Hagen (NOR)        | 52e                 |
| 142                 | Samuele Battistella (ITA)         | AB                  |
| 143                 | Max Walscheid (GER)               | 30e                 |
| 144                 | Michael Gogl (AUT)                | 28e                 |
| 145                 | Michael Valgren (DEN)             | 21e                 |
| 146                 | Reinardt Janse van Rensburg (RSA) | 72e                 |
| 147                 | Rasmus Tiller (NOR)               | 86e                 |

| Ineos Grenadiers IGD | Ineos Grenadiers IGD      | Ineos Grenadiers IGD |
| -------------------- | ------------------------- | -------------------- |
| Num                  | Coureur                   | Pos                  |
| 151                  | Michał Kwiatkowski (POL)  | 54e                  |
| 152                  | Leonardo Basso (ITA)      | AB                   |
| 153                  | Owain Doull (GBR)         | 101e                 |
| 154                  | Christian Knees (GER)     | 103e                 |
| 155                  | Christopher Lawless (GBR) | 99e                  |
| 156                  | Luke Rowe (GBR)           | 50e                  |
| 157                  | Dylan van Baarle (NED)    | 8e                   |

| Team Sunweb SUN | Team Sunweb SUN            | Team Sunweb SUN |
| --------------- | -------------------------- | --------------- |
| Num             | Coureur                    | Pos             |
| 161             | Tiesj Benoot (BEL)         | 10e             |
| 162             | Cees Bol (NED)             | AB              |
| 163             | Nikias Arndt (GER)         | 39e             |
| 164             | Nils Eekhoff (NED)         | 58e             |
| 165             | Søren Kragh Andersen (DEN) | AB              |
| 166             | Alberto Dainese (ITA)      | AB              |
| 167             | Joris Nieuwenhuis (NED)    | 33e             |

| Astana AST | Astana AST              | Astana AST |
| ---------- | ----------------------- | ---------- |
| Num        | Coureur                 | Pos        |
| 171        | Daniil Fominykh (KAZ)   | AB         |
| 172        | Laurens De Vreese (BEL) | 77e        |
| 173        | Yevgeniy Gidich (KAZ)   | 89e        |
| 175        | Hugo Houle (CAN)        | 44e        |
| 176        | Davide Martinelli (ITA) | 87e        |
| 177        | Artyom Zakharov (KAZ)   | AB         |

| UAE Team Emirates UAD | UAE Team Emirates UAD      | UAE Team Emirates UAD |
| --------------------- | -------------------------- | --------------------- |
| Num                   | Coureur                    | Pos                   |
| 181                   | Alexander Kristoff (NOR)   | 3e                    |
| 182                   | Tom Bohli (SUI)            | 80e                   |
| 183                   | Sven Erik Bystrøm (NOR)    | 20e                   |
| 184                   | Vegard Stake Laengen (NOR) | AB                    |
| 185                   | Marco Marcato (ITA)        | 51e                   |
| 187                   | Rui Oliveira (POR)         |                       |

| Cofidis COF | Cofidis COF              | Cofidis COF |
| ----------- | ------------------------ | ----------- |
| Num         | Coureur                  | Pos         |
| 191         | Piet Allegaert (BEL)     | 31e         |
| 192         | Dimitri Claeys (BEL)     | 6e          |
| 193         | Damien Touzé (FRA)       | 63e         |
| 194         | Christophe Laporte (FRA) | 82e         |
| 195         | Cyril Lemoine (FRA)      | 56e         |
| 196         | Attilio Viviani (ITA)    | AB          |
| 197         | Julien Vermote (BEL)     | AB          |

| Bingoal-Wallonie Bruxelles WVA | Bingoal-Wallonie Bruxelles WVA | Bingoal-Wallonie Bruxelles WVA |
| ------------------------------ | ------------------------------ | ------------------------------ |
| Num                            | Coureur                        | Pos                            |
| 201                            | Kenny Molly (BEL)              | NP                             |
| 202                            | Arjen Livyns (BEL)             | 29e                            |
| 203                            | Dimitri Peyskens (BEL)         | AB                             |
| 204                            | Luc Wirtgen (LUX)              | 88e                            |
| 205                            | Joël Suter (SUI)               | 110e                           |
| 206                            | Lionel Taminiaux (BEL)         | 92e                            |
| 207                            | Tom Wirtgen (LUX)              | 90e                            |

| Circus-Wanty Gobert CWG | Circus-Wanty Gobert CWG    | Circus-Wanty Gobert CWG |
| ----------------------- | -------------------------- | ----------------------- |
| Num                     | Coureur                    | Pos                     |
| 211                     | Pieter Vanspeybrouck (BEL) | AB                      |
| 212                     | Boy van Poppel (NED)       | 107e                    |
| 213                     | Ludwig De Winter (BEL)     | AB                      |
| 214                     | Maurits Lammertink (NED)   | AB                      |
| 215                     | Xandro Meurisse (BEL)      | 15e                     |
| 216                     | Danny van Poppel (NED)     | 108e                    |
| 217                     | Andrea Pasqualon (ITA)     | 24e                     |

| Sport Vlaanderen-Baloise SVB | Sport Vlaanderen-Baloise SVB | Sport Vlaanderen-Baloise SVB |
| ---------------------------- | ---------------------------- | ---------------------------- |
| Num                          | Coureur                      | Pos                          |
| 221                          | Cédric Beullens (BEL)        | 75e                          |
| 222                          | Amaury Capiot (BEL)          | 22e                          |
| 223                          | Gilles De Wilde (BEL)        | AB                           |
| 224                          | Thomas Sprengers (BEL)       | 85e                          |
| 225                          | Fabio Van den Bossche (BEL)  | 67e                          |
| 226                          | Thimo Willems (BEL)          | AB                           |
| 227                          | Milan Menten (BEL)           | 78e                          |

| B&B Hotels-Vital Concept p/b KTM BVC | B&B Hotels-Vital Concept p/b KTM BVC | B&B Hotels-Vital Concept p/b KTM BVC |
| ------------------------------------ | ------------------------------------ | ------------------------------------ |
| Num                                  | Coureur                              | Pos                                  |
| 231                                  | Frederik Backaert (BEL)              | AB                                   |
| 232                                  | Cyril Barthe (FRA)                   | 66e                                  |
| 233                                  | Bryan Coquard (FRA)                  | AB                                   |
| 234                                  | Bert De Backer (BEL)                 | AB                                   |
| 235                                  | Jens Debusschere (BEL)               | AB                                   |
| 236                                  | Jérémy Lecroq (FRA)                  | 71e                                  |
| 237                                  | Luca Mozzato (ITA)                   | AB                                   |

| Total Direct Énergie TDE | Total Direct Énergie TDE | Total Direct Énergie TDE |
| ------------------------ | ------------------------ | ------------------------ |
| Num                      | Coureur                  | Pos                      |
| 241                      | Niki Terpstra (NED)      | 111e                     |
| 242                      | Geoffrey Soupe (FRA)     | 94e                      |
| 243                      | Florian Maitre (FRA)     | 83e                      |
| 244                      | Adrien Petit (FRA)       | AB                       |
| 245                      | Anthony Turgis (FRA)     | 4e                       |
| 246                      | Dries Van Gestel (BEL)   | 45e                      |
| 247                      | Romain Cardis (FRA)      | AB                       |